# Tour der British Lions nach Argentinien 1910
| Tour der British Lions nach Argentinien 1910 | Tour der British Lions nach Argentinien 1910 | Tour der British Lions nach Argentinien 1910 | Tour der British Lions nach Argentinien 1910 | Tour der British Lions nach Argentinien 1910 |
| Übersicht                                    | S                                            | G                                            | U                                            | N                                            |
| -------------------------------------------- | -------------------------------------------- | -------------------------------------------- | -------------------------------------------- | -------------------------------------------- |
| Test Matches                                 | 1                                            | 1                                            | 0                                            | 0                                            |
| Sonstige Spiele                              | 5                                            | 5                                            | 0                                            | 0                                            |
| Gesamt                                       | 6                                            | 6                                            | 0                                            | 0                                            |
|                                              |                                              |                                              |                                              |                                              |
| Argentinien                                  | 1                                            | 1                                            | 0                                            | 0                                            |

Die Tour der British Lions nach Argentinien 1910 war eine Rugby-Union-Tour der als British Isles bezeichneten Auswahlmannschaft (den heutigen British and Irish Lions). Sie reiste im Mai und Juni durch Argentinien und bestritt während dieser Zeit sechs Spiele. Darunter war ein Test Match gegen die argentinische Nationalmannschaft. Sämtliche Spiele fanden in der Hauptstadt Buenos Aires statt und das britische Team konnte alle für sich entscheiden.
Parallel dazu fand eine Tour nach Südafrika statt.

## Ereignisse

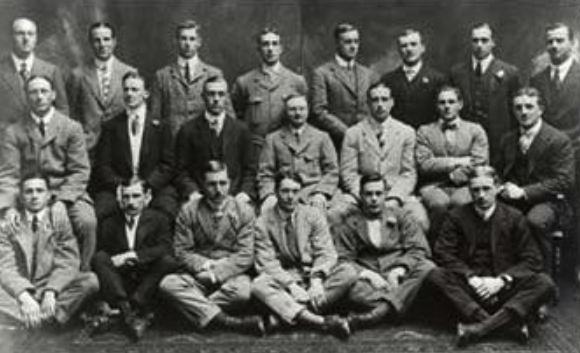
Gruppenfoto der britischen Mannschaft 1910

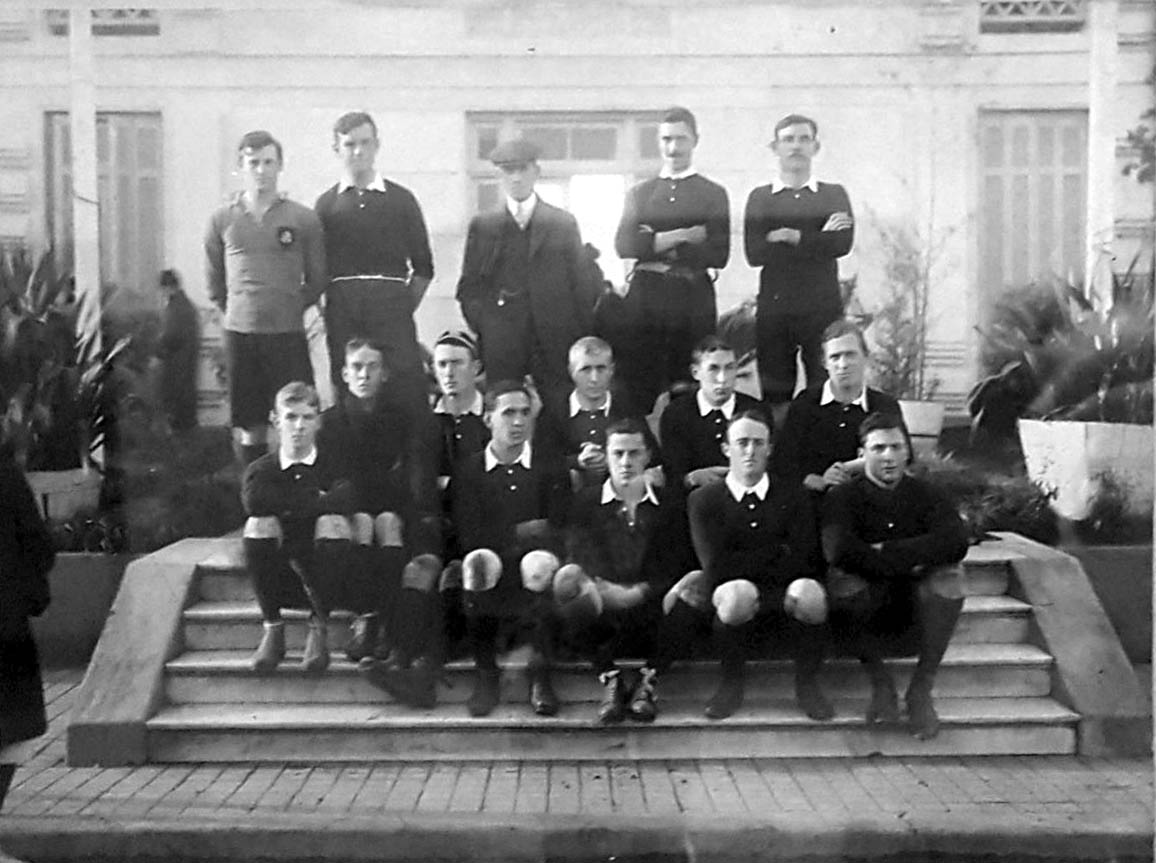
Argentinisches Nationalteam

Anlässlich der Hundertjahrfeier der Mai-Revolution reiste eine aus 16 englischen und drei schottischen Spielern bestehende Mannschaft nach Argentinien. Die Organisatoren der Tour nannten sie English Rugby Union Team, während das Gastgeberland mit der Bezeichnung Combinado Británico warb. Das erste Test Match einer Auswahl des argentinischen Verbandes fand am 12. Juni auf dem Sportplatz der Sociedad Sportiva Argentina statt und endete mit einem 28:3-Sieg der Gäste. Auf Seiten der Argentinier standen fast ausschließlich Nachfahren britischer Einwanderer im Einsatz. Einzige Ausnahme war Barry Heatlie, der früher für Südafrika gespielt hatte und bei der weiteren Verbreitung des Rugbysports in Argentinien eine führende Rolle innehatte.

## Spielplan
- Hintergrundfarbe grün = Sieg

(Test Matches sind grau unterlegt; Ergebnisse aus der Sicht der Lions)
| # | Datum         | Gegner                     | Ort          | Stadion                             | Ergebnis |
| - | ------------- | -------------------------- | ------------ | ----------------------------------- | -------- |
| 1 | 26. Mai 1910  | Argentinien A              | Buenos Aires |                                     | 19:13    |
| 2 | 29. Mai 1910  | Belgrano AC                | Buenos Aires |                                     | 58:0     |
| 3 | 02. Juni 1910 | Argentinien B              | Buenos Aires |                                     | 39:5     |
| 4 | 06. Juni 1910 | Buenos Aires Football Club | Buenos Aires | Campo del Buenos Aires Cricket Club | 28:0     |
| 5 | 12. Juni 1910 | Argentinien                | Buenos Aires | Sociedad Sportiva Argentina         | 28:3     |
| 6 | 17. Juni 1910 | Argentinos Nativos         | Buenos Aires |                                     | 41:10    |

## Test Match
| 12. Juni 1910 | Argentinien            | 3 : 28  | Großbritannien                                                                                                  | Sociedad Sportiva Argentina, Buenos Aires |
| 12. Juni 1910 | Straftritte: MacCarthy | Bericht | Versuche: Fraser Monks (2) Raphael Ward Erhöhungen: Harrison (2) Raphael Straftritte: Harrison Dropgoals: Monks | Sociedad Sportiva Argentina, Buenos Aires |

Aufstellungen:
- Argentinien: A. Bovet, A. Donelly, Duncan, Oswald Gebbie, L. H. Gribbell, W. H. Hayman, Barry Heatlie. F. Henrys, Frank Heriot, Cornelius MacCarthy, Alvin Reid, J. E. Saffery, Frederick Sawyer, Henry Talbot, Arnoldo Watson-Hutton
- Großbritannien: Barrie Bennetts, Edward Fuller, Robin Harrison, Anthony Henniker-Gotley, Walter Huntingford, William Lovat Fraser, Harold Monks, Alexander Palmer, John Raphael, Whalley Stranack, Peter Strang, Martin Tweed, Bertram Waddell, Horace Ward, Henry Whitehead

## Kader

### Management
- Tourmanager: R. V. Stanley
- Kapitän: John Raphael

### Spieler
| - John Ashby (Cheshire RFU) - Barrie Bennetts (Penzance RFC) - Percy Diggle (Oxford University RFC) - Henry John Fraser - William Lovat Fraser (Merchistonian FC) - Edward Newman Fuller (Old Merchant Taylors’ FC) - Robin Harrison (Northampton Saints) - Anthony Henniker-Gotley (Oxford University RFC) - E. S. Holmwood (Kent RFU) - Walter Huntingford (United Services Portsmouth RFC) - S. H. Milnes | - Harold Monks (Liverpool Old Boys) - Alexander Palmer (The Royal London RFC) - John Raphael (Old Merchant Taylors’ FC) - Stanley Herbert Smith (Cumberland) - Whalley Stranach (Guy’s Hospital RFC) - Peter Strang (Old Merchant Taylors’ FC) - Martin Tweed (Guy’s Hospital RFC) - Horace Ward (Harlequins) - Bertram Waddell (Glasgow Academicals RFC) - Henry Whitehead (Manchester FC) |